# تيولادا
تيولادا ، (بالإنجليزية: Teulada)‏، (سردينيا: Tegula)، هي بلدية في مقاطعة جنوب سردينيا، في منطقة سردينيا الإيطالية، وتقع على بعد حوالي 40 كيلومترا (25 ميل) جنوب غرب كالياري. 

## السكان
في سنة 1861 بلغ عدد السكان 3٬184 نسمة، وتطور العدد ليصل في سنة 2011 لـ 3٬773 نسمة.
يظهر هذا المخطط البياني تطور النمو السكاني لـ تيولادا

## توأمة
لتيولادا اتفاقيات توأمة مع:
- تيولادا